# Ḫantili I.
Ḫantili I. war ab 1594 v. Chr. ein hethitischer Großkönig.

## Leben
Ḫantili war vor seiner Thronbesteigung Mundschenk Muršilis und heiratete dessen Schwester Ḫarapšili. Damit war Ḫantili kein Nachkomme des Muršili, sondern bekleidete den Rang des Schwagers. Gemeinsam mit Zidanta I. ging Hantili anschließend an die Umsetzung des Umsturzplans von Zidanta, Muršili zu ermorden. Das Geschehen nach der Rückkehr Muršilis wird in späteren Aufzeichnungen wie folgt beschrieben:
Zidanta stiftete den Ḫantili an und sie planten eine böse Sache, sie begaben sich hinauf in den Palast. Den Muršili ermordeten sie und begingen damit eine Bluttat.
Ḫantili wurde nun neuer Großkönig und zog mit einer Armee nach Karkemiš, da die Hurriter immer wieder mit militärischen Aktionen in Teilregionen von Ḫatti einfielen. Es ist nicht sicher, ob dieser Feldzug ein Erfolg war. Weiter wird über eine nicht näher beschriebene Affäre um die Königin von Šukziya und deren Hinrichtung berichtet. Ob es sich dabei um Ḫantilis Frau handelte bleibt unklar, da nur der Tod von Ḫarapšili bekannt ist, nicht aber die Umstände.
Telipinu beschrieb die Situation nur kurz: Ḫantili fürchtete sich. Sowie er als König herrschte, suchten ihn die Götter wegen seiner Bluttat an Muršili heim. Er muss danach noch mehrere Jahre regiert haben, da über seinen Tod zu lesen ist: Sowie Ḫantili alt geworden und im Begriff war, Gott zu werden, ermordete Zidanta I. seinen Sohn Pišeni mitsamt dessen Söhnen. Auch die Vornehmsten seiner Diener ermordete er (Zidanta I.).
Die Erwähnung von der Ermordung Pišenis und dessen Söhnen erlaubt eine grobe Bestimmung der Mindestregierungsdauer von Ḫantili, die über einen längeren Zeitraum bestanden haben muss, da zudem Zidanta I. Ḫantilis Tochter heiratete und den Rang des Schwiegersohns innehatte.